# Aïssa Thiam
Pour les articles homonymes, voir Thiam.
Aïssa Thiam, née en 1974 en France, est une animatrice de radio française.

## Biographie
Elle a découvert sa passion par un coup du sort alors qu'elle effectuait un stage dans la radio tropicale Espace FM.
Quelques années après, elle rencontre le rappeur Passi qui lui propose de collaborer dans son émission hebdomadaire sur la radio Africa Radio.
C'est ainsi qu'elle rencontre le directeur d'Africa Radio qui lui propose de rejoindre l'équipe de Paris.
Le 2 janvier 2006, elle s'installe sur l'antenne pour un défi matinal (5 h 45 - 9 h 30) avant d'accepter de présenter le Match avec Patson de 12 h à 13 h 30.